# 劉芳 (音樂家)
劉芳（1974年—），加拿大华人音乐家。

## 生平
1974年出生於昆明。自小學習琵琶、古箏。

## 獲獎
- 1988年：全國青少年民族器樂比賽2等獎
- 2001年：加拿大國家藝術委員會頒發的青年藝術家千禧獎[1]
- 2006年：法國查理·科魯斯獎[2]

## 專輯

### 獨奏專輯
- 《中國傳統琵琶音樂》，標簽：Oliver-Sudden（加拿大），發行：1997
- 《琵琶魂系列之一：古代篇 - 古典琵琶名曲精選》，標簽：Philmultic（加拿大），發行：2001
- 《琵琶魂系列之二：近代篇 - 中國經典琵琶名曲精選》，標簽：Philmultic（加拿大），發行：2003
- 《琵琶魂系列之三：民族篇 - 中國民族音樂精粹》，標簽：Philmultic（加拿大），發行：2006
- 《出水蓮：中國經典古箏名曲精選》，標簽：Philmultic（加拿大），發行：2005

### 合作專輯
- 《中國音樂與阿拉伯音樂》，標簽：Philmultic（加拿大），發行：2000
- 《梅花》，標簽：ATMA Classique（加拿大），編號：ATMA 2 2332，發行：2004
- 《東方神韻》，標簽：Accords-Croises / Harmonia Mundi（法國），發行：2006
- 《易 - 琵琶吉他二重奏》，標簽：Philmultic（加拿大），發行：2008
- 《旅 - 琵琶小提琴二重奏》，標簽：Philmultic（加拿大），發行：2010

## 外部連結
- 劉芳官方網站（页面存档备份，存于）